# Poliandria w Tybecie

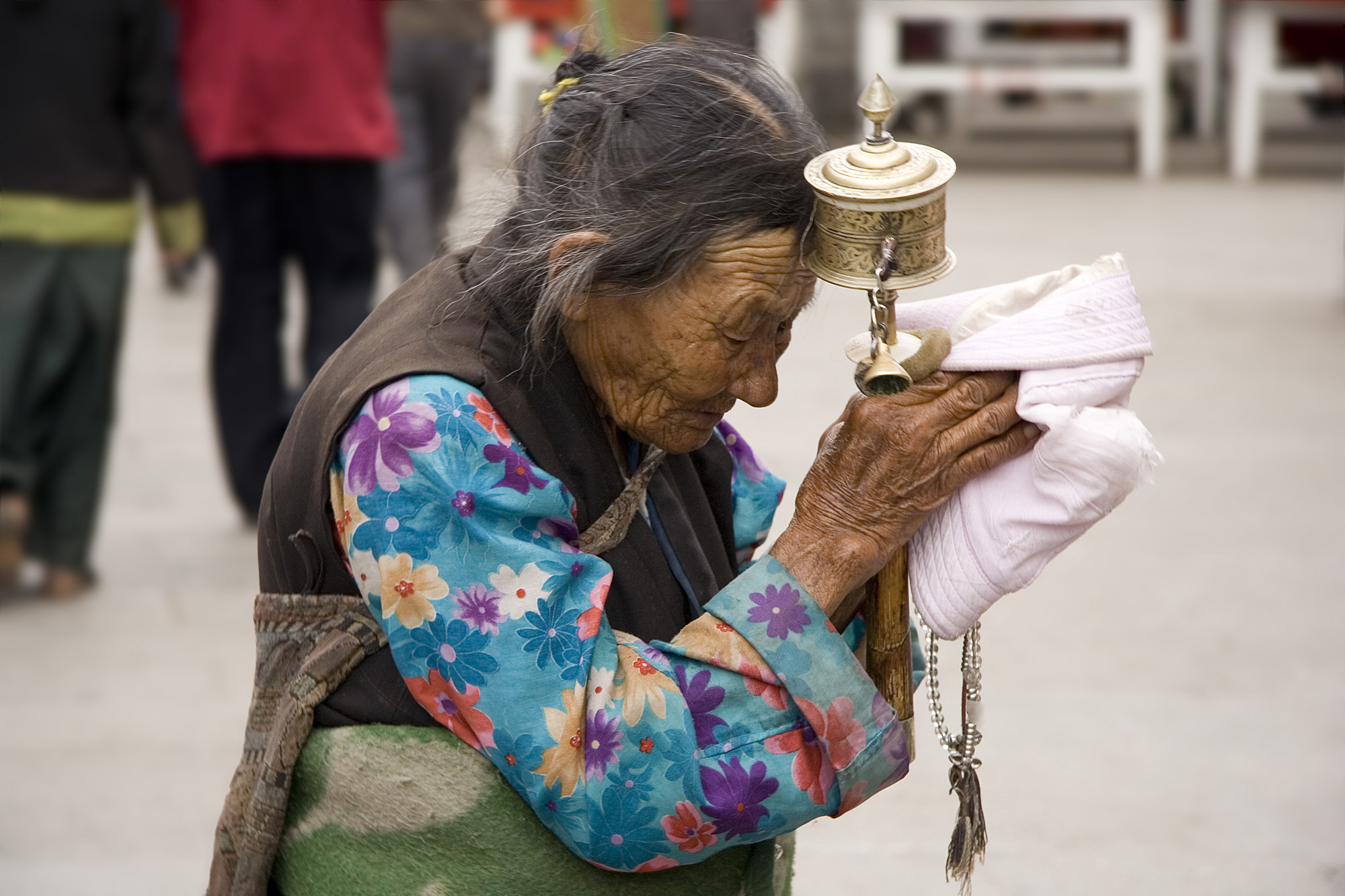
Tybetanka – córki z rodzin, w których nie było synów, tradycyjnie posiadały szerokie uprawnienia, w tym prawo zawierania matrylokalnego małżeństwa poliginicznego – analogicznie do patrylokalnych małżeństw poliandrycznych, zawieranych przez braci z jedną kobietą, rzadziej ojca z udziałem synów; w gestii kobiety leży utrzymywanie seksualnej równowagi w poliandrycznym małżeństwie, za co jest darzona szacunkiem i poważana

Poliandria w Tybecie – tybetańska tradycja małżeństwa kilku mężczyzn z jedną kobietą, zwykle w formie związku między braćmi i wspólną żoną (tzw. poliandria braterska) albo jako małżeństwo między ojcem i synami, a jego następną żoną (tzw. poliandria dwupokoleniowa). Rzadziej występujący wariant w formie wspólnego związku małżeńskiego między braćmi i dwiema kobietami jest nazywany poliginandrią.

## Wstęp
W wyniku aktywnych represji ze strony chińskiego rządu wobec przejawów kultury tybetańskiej, w tym poliandrii, praktyka ta została oficjalnie uznana za zjawisko marginalne, obecnie jednak odradza się za sprawą nowych czynników społeczno-gospodarczych i kulturowych. Poliandria jest nadal rozpowszechniona u Tybetańczyków, którzy osiedlili się w Himalajach, poza granicami Chin oraz na obszarach, gdzie panują podobne warunki społeczno-ekonomiczne, np. w Nepalu, oraz wśród okolicznych ludów o podobnej kulturze. 
Analogiczną, tradycyjną praktyką małżeńską w Tybecie i pobliskich krajach, jest poliginia, czyli zawieranie małżeństwa przez matkę i jej córki ze wspólnym mężem (poliginia dwupokoleniowa) lub zawieranie małżeństwa przez siostry ze wspólnym mężem (poliginia siostrzana).
Panujący uprzednio system feudalny zmuszał również do utrzymywania tradycyjnej endogamii we własnej klasie społecznej, a także wśród krewnych.  
Po utracie niepodległości Tybetu na rzecz ChRL reformy wprowadzone w latach 1959-1960, wyzwalające chłopów pańszczyźnianych oraz znoszące niewolnictwo, wpłynęły negatywnie na tradycyjny system małżeński: wcześniej podlegli chłopi klas du-jung i mi-bo, jako pierwsi zaczęli masowo unikać małżeństw poligamicznych, które i tak pośród nich zdarzały się rzadziej niż monogamiczne, występując tylko w bogatszych rodzinach z powodów gospodarczych. W związku z polityką kontroli urodzin władze chińskie zabroniły tradycyjnych małżeństw, wprowadzając nowe prawo rodzinne i delegalizując rozpowszechniony system wieloosobowego związku cywilnego, drastycznie zmieniając w ten sposób struktury społeczne Tybetu. Tym niemniej, poliandria braterska stała się najpopularniejszą formą małżeństwa wśród bogatszych chłopów, szczególnie w latach bezpośrednio po zniesieniu maoizmu w chińskiej polityce gospodarczej.

## Przyczyny poliandrii
Badania antropologiczne przeprowadzone do lat 70. XX wieku, które miały na celu wyjaśnienie zjawiska poliandrii w Tybecie, a szczególnie najczęściej spotykanej odmiany czyli poliandrii braterskiej, doprowadziły do wysunięcia różnych hipotez. Do lat 70. najczęściej spotykane w literaturze antropologicznej hipotezy to:
- Zaburzenie proporcji liczby kobiet w stosunku do mężczyzn jako rezultat domniemanej, nagminnej praktyki dzieciobójstwa żeńskich noworodków w Tybecie. Wprowadzenie poliandrii zażegnało problem niedoboru kobiet, pozwalając na małżeństwa kilku spokrewnionych mężczyzn z jedną kobietą.
- Potrzeba ograniczenia przyrostu naturalnego w każdym nowym pokoleniu, aby zapobiec przeludnieniu i pojawieniu się głodu, podyktowana specyficznymi warunkami naturalnymi Tybetu związanymi z dużą wysokością n.p.m. – ziemia uprawna jest skąpa i  mało płodna, a klimat nie sprzyja uprawie, poza tym nie ma możliwości zwiększenia areału rolnego. Poliandrię przyjęto w celu uchronienia się przed głodem.

W 1971 Melvyn Goldstein, antropolog społeczny, zakwestionował obydwa wyjaśnienia. Według Goldsteina praktyka zabijania żeńskich noworodków nigdy nie zadomowiła się w Tybecie, zaś kobiety w tybetańskim społeczeństwie zawsze korzystały z wielu praw. W literaturze tybetańskiej nie znaleziono informacji demograficznych, które popierałyby pierwszą hipotezę, np. wzmianek o względnym niedoborze kobiet. Podważył także drugą teorię, dowodząc, że poliandria występuje głównie w rodzinach posiadaczy ziemskich, a nie wśród najuboższych warstw społecznych, gdzie prawdopodobieństwo głodu jest najwyższe. Melvyn Goldstein zaproponował wytłumaczenie praktykowania poliandrii uwarstwieniem społecznym Tybetu, albowiem struktury rodzinne i małżeńskie stanowiły ścisłe odzwierciedlenie miejscowej organizacji społecznej o wyraźnie zdefiniowanych klasach. Ten fakt oraz lokalna geografia glebowa wykluczały pozyskanie nowej ziemi rolnej. Potrzeba zachowania w posiadaniu ziemi, którą dana rodzina uprawiała od wielu pokoleń oraz konieczność osiągnięcia maksymalnej wydajności pracy poprzez zaangażowanie wszystkich mężczyzn w danej rodzinie, a także pracowników najemnych, w celu uzyskania nadmiaru bogactwa potrzebnego do wywiązania się z dziedzicznych zobowiązań podatkowych, uwarunkowały rozpowszechnienie poliandrii (nie dotyczyło to mnichów zamieszkałych osobno w klasztorach).

## Warstwy społeczne i struktura rodzinna
Tradycyjna organizacja społeczna w Tybecie miała cechy feudalne – ziemie rolne należały do arystokratycznych rodzin, organizacji religijnych i władz centralnych. Podział tych ziem był w gestii ich właścicieli.

Społeczeństwo tybetańskie dzieliło się na: 
- ger-ba – arystokratycznych panów
- mi-ser – chłopów pańszczyźnianych

Przynależność do tych klas była dziedziczna, również powiązania pomiędzy panami i chłopami były dziedziczne.
 
Chłopi byli dalej zróżnicowani na trzy klasy, mianowicie: 
- tre-ba
- du-jung
- mi-bo

Tre-ba, których było najmniej, zajmowali uprzywilejowaną pozycję polityczną i gospodarczą wśród chłopów.

### Tre-ba
Tre-ba mieszkali w „zakładowych jednostkach rodzinnych” (ang. corporate family units) o określonych nazwach, które dziedzicznie były niezmienne od pokoleń oraz posiadali wielkie połacie ziemi, nadane im prawnie przez ich panów, które również podlegały prawu dziedziczenia z pokolenia na pokolenie. W zamian musieli płacić podatki (tre-ba dosłownie znaczy podatnik) i odbywali pańszczyznę w formie pracy ludzkiej i zwierzęcej. Melvyn Goldstein przedstawił tę zakładowość następująco:

Tre-ba zorganizowani byli w zakładowe jednostki rodzinne o określonych nazwach, którym nadano dziedzicznie duże połacie ziemi rolnej z ręki arystokratycznych panów. Te jednostki rodzinne posiadały tytuł własności do swojej ziemi i o ile wywiązywały się ze swoich zobowiązań podatkowych, nie podlegały  ewikcji. Z drugiej strony, te jednostki rodzinne były związane ze swoją ziemią bez prawa odejścia. A zobowiązania tre-ba wobec swojego pana (lub panów) były wielorakie i było ich dużo, w tym praca pańszczyźniana, ludzka i zwierzęca, jak i różnego rodzaju podatki w formie usług, dóbr i pieniędzy. Podatek w formie pracy zwierzęcej był szczególnie uciążliwym, ponieważ wymagał od rodziny tre-ba utrzymywania w gotowości zwierząt jucznych i wierzchowych, osłów i koni, i bycia z nimi w pogotowiu do wykonania zadań komunikacyjnych, do miejsc odległych o nawet 15 mil, tam i z powrotem. To zobowiązanie wymagało wielkich nadwyżek bogactwa (utrzymywanie tych zwierząt i potrzebnych ludzi do pomocy), stanowiąc obciążenie podatkowe wymagane z tytułu tre-ba. Tre-ba posiadali więc dziedzicznie sporo ziemi, lecz w zamian świadczyli ciężkie podatki.

Pomimo wielu zobowiązań tre-ba żyli zazwyczaj w dostatku. Dobrobyt zależał od skutecznej uprawy ziemi, bo uwarunkowania glebowo-klimatyczne wykluczały pozyskanie nowej pod uprawę. W związku z tym całokształt struktury rodzinnej i systemu zawierania małżeństw, a także systemu dzierżawy w przypadkach, gdy nie starczało rodzinnych rąk do pracy, podporządkowano tej kwestii, co spowodowało dalsze rozwarstwienie społeczne.
U tre-ba strukturę rodzinną i zawieranie małżeństw cechowały dwie podstawowe zasady:  
- zakładowa rodzina-trzon
- zasada jednego małżeństwa.

"Rodzina-trzon" (ang. "monomarital stem family") to taka, w której dziecko żonate lub zamężne jest nierozerwalnie związane ze wspólnym gospodarstwem domowym, będącym miejscem jego urodzenia. W Tybecie zazwyczaj odnosi się to do synów, bowiem tradycyjnie przeważa zasada patrylokalności. Zgodnie z zasadą jednego małżeństwa w każdym pokoleniu, jedno i tylko jedno małżeństwo jest dozwolone pośród braci, a dzieci z takiego małżeństwa są pełnoprawnymi członkami jednostki rodzinnej.
Rodzinna organizacja tre-ba oparta na tych dwóch zasadach zapobiega dalszemu dzieleniu ziemi. Sytuacja, w której zaistniałoby w rodzinie pokolenie z dwoma lub więcej spowinowaconymi rodzinami (dwie żony lub więcej) jest postrzegana jako niestabilna, podatna na poważne konflikty, które grożą podziałem zakładowej ziemi. Dziedziczenie ziemi rodzinnej w Tybecie oparte na starszeństwie spokrewnionych mężczyzn, wskazywałoby na podział ziemi pomiędzy braćmi w każdym pokoleniu, jednak tę zasadę ignorowano powszechnie, w celu zabezpieczenia zakładowej jednostki. Głównym powodem, który przemawiał za zachowaniem ziemi niepodzielonej, był dziedziczny podatek, który odnosił się do całej jednostki, bez względu na liczbę pracujących. Poligamia rozwiązała problem ewentualnego podziału ziemi oraz konieczność płacenia podatku od kilku jednostek zakładowych.
Poliandria braterska, dwóch braci i jednej kobiety, miała miejsce częściej, niż trzech czy czterech mężczyzn i jednej kobiety, z uwagi na konfliktowość takich związków i postrzeganą korzyść zbliżonego wieku braci-współmałżonków. Stosowano różne metody, aby pomniejszyć liczbę braci uczestniczących w gospodarstwie domowym, m.in. przez przeznaczenie jednego na mnicha zachowującego celibat lub oddanie syna do adopcji do matrylokalnego zamieszkiwania u rodziny bezdzietnej, lub pozbawionej syna. 
W rodzinach tre-ba przeważały małżeństwa poliandryczne, poliginicznych było mniej. Dwupokoleniowa poliandria miała miejsce rzadziej. Monogamiczne związki występowały bardzo rzadko z uwagi na konieczność zapobiegania podziałowi ziemi, pospolitość synów i "zakładowość" jednostki rodzinnej.

#### Abo
Głowę rodziny i osobę decydującą we wszystkich sprawach w jedno-małżeńskich rodzinach-trzonach nazywa się trong bey abo lub krótko abo. Abo zarządza mieniem gospodarstwa domowego, jest zawsze mężczyzną i prawie zawsze najstarszym z pokolenia u władzy. Czasami młodszy brat funkcjonuje w roli abo, gdy najstarszy mężczyzna ze względu na wiek nie jest w stanie podołać tym obowiązkom.
We wiosce Dechen, gdzie absolwent Uniwersytetu Case’a i Western Reserve, tybetański antropolog społeczny – Ben Jiao – prowadził pierwsze studium demograficzne w terenie dotyczące poliandrii braterskiej we współczesnej wiosce rolniczej w Tybecie pod władzą chińską, abo nazywano sa yon (dosł. "dostarczyciel pożywienia") lub khyim dag (dosł. właściciel rodziny). W przypadku braku mężczyzny funkcję tę rzadko pełniła kobieta, z reguły wdowa po abo i zazwyczaj jedynie do czasu małżeństwa jej dorastającego syna.

### Du-jung
Nazwą du-jung określa się podległych chłopów, którzy uprawiali indywidualnie małe pola (du-jung dosłownie "mały dym", tj. "mały gospodarz") podlegające osobie, a nie rodzinie, czyli inaczej niż w przypadku rodzin tre-ba, gdzie ziemia stanowiła mienie zakładu rodzinnego. Reguły spadkowe dla du-jung różniły się znacznie od tych dla tre-ba, bowiem człowiek klasy du-jung nie miał gwarancji przekazania swojego majątku synowi. Jego pan, prawdziwy posiadacz tej ziemi, decydował o sprawach spadkowych. Du-jung, w porównaniu z tre-ba, miał jednak znacznie lżejsze zobowiązania podatkowe (tylko w postaci pracy pańszczyźnianej dla swojego pana) i dotyczyły one indywidualnego du-jung, a nigdy dziedzicznie całej jego rodziny.
Strukturę rodzinną du-jung, odmiennie od tre-ba, cechował brak zakładowych jednostek ziemno-rodzinnych z uwagi na nieposiadanie ziemi. Żeniący się syn często tworzył odrębne gospodarstwo domowe po parcelacji ziemi. W przeciwieństwie do tre-ba, którzy wchodzili w związek małżeński na podstawie planowania gospodarczego, motywowani zachowaniem rodzinnej jednostki ziemnej, małżeństwa pośród du-jung miały zazwyczaj podstawy emocjonalne ("z miłości") i były prawie zawsze monogamiczne. Stosunkowo rzadkie przypadki poliandrii wśród du-jung miały miejsce tylko w bogatych rodzinach.

### Mi-bo
Mi-bo (dosłownie "ludzka dzierżawa") nie podlegali przywiązaniu do ziemi, ani dziedzicznym obligacjom rodzinnym na rzecz swoich panów oraz nie posiadali praw ziemskich. W przeciwieństwie do tre-ba i du-jung mieli wolność przemieszczania się, pomimo więzi ze swoimi panami. Mi-bo pracowali przede wszystkim na rzecz tre-ba, dzierżawiąc od nich swoje grunty i w ramach zapłaty wykonując pracę na rzecz zakładowych jednostek rodzinnych. Władali swoim mieniem indywidualnie, podobnie jak du-jung, bez przekazywania go w spadku.

## Poliandria braterska
Poliandria braterska jest tradycyjną formą małżeństwa, faworyzowaną obecnie na wsi, poprzednio była często spotykana wśród tre-ba. Małżeństwa poliandryczne zawsze aranżowali rodzice, jeszcze we wczesnym dzieciństwie przyszłych małżonków. O zawieraniu małżeństw wśród tre-ba decydowały względy polepszenia bytu rodziny, więc preferencje małżonków nie były brane pod uwagę, obecnie ostre sprzeciwy starszych dzieci są zazwyczaj uwzględniane. Najstarszy brat sprawował funkcję abo  w poliandrycznej rodzinie spowinowaconej, jednak wszyscy bracia pracowali pospołu, na równi i posiadali te same uprawnienia seksualne do wspólnej żony, która z kolei musiała  traktować ich jednakowo.
Wszystkie dzieci były traktowane na równi, a ich "ojciec" był zobowiązany nie faworyzować żadnego z dzieci, nawet wiedząc, które począł. Biologiczne ojcostwo nigdy nie było i nadal nie jest uważane w Tybecie za ważne. Podobnie, dzieci musiały traktować wszystkich swoich stryjów jak ojców, unikając traktowania pokolenia starszego na zasadzie "tata/mama i wszyscy inni", nawet gdy wiedziały czyimi były potomkami. Wyróżnienie najstarszego brata ma miejsce jedynie w formie grzecznościowego zwrotu związanego z przewodniczeniem rodzinie, lecz nie ma związku z rzeczywistym ojcostwem zwracającego się dziecka.
Rozwód ze strony jednego z braci nie stanowił problemu. Bracia niezadowoleni z małżeństwa  poliandrycznego mogli swobodnie opuścić domostwo. Małżeństwa poliandryczne cechowały napięcia i konflikty na różnym tle, np. kwestionowanie autorytetu najstarszego brata przez młodszego, faworytyzm seksualny ze strony żony – szczególnie w przypadku dużych różnic wiekowych pomiędzy braćmi. Gdy dochodziło do rozpadu domostw oraz dzielenia mienia i dzieci, wtedy córki zazwyczaj pozostawały z matką, podczas gdy zamężne kobiety z dziećmi prawie nigdy nie opuszczały domostw, zaś owdowiałe kobiety z dziećmi zawsze powracały do domostwa, w którym się urodziły.
Poliandria braterska jest obecnie najpopularniejszą formą małżeństwa na tybetańskiej wsi, ze względu na korzyści ekonomiczne. W innych uwarunkowaniach społeczno-ekonomicznych, np. na uchodźstwie w zurbanizowanych Indiach bez konieczności unikania podziału ziemi, poliandria zanika na rzecz monogamii.

## Poliginia siostrzana
Poliginia siostrzana to rodzaj małżeństwa analogiczny do poliandrii braterskiej, choć spotykany w Tybecie znacznie rzadziej. Siostrzane małżeństwa poliginiczne stanowią preferowany wybór w rodzinie, w której na świat przyszły wyłącznie córki. Według tradycyjnych zasad spadkowych posiadanie uprawnień do ziemi stanowiło domenę mężczyzn. W wyjątkowych sytuacjach, gdy brakowało męskich potomków, prawa do ziemi zakładowej (obecnie rodzinnej) przechodziły na córki. Siostry wspólnie zawierają związek małżeński z panem młodym, aby w konsekwencji utrzymać ziemię w stanie niepodzielonym. Pan młody wprowadza się do domu sióstr na zasadzie matrylokalności, stając się uprawnionym członkiem ich rodziny. W przypadku zwyczajowej zasady patrylokalności, która także przeważa w Tybecie – panny młode wprowadzają się do domu rodziny męża (mężów).

## Poligamia dwupokoleniowa
Dwupokoleniowa poligamia opiera się na zasadzie jednego, wspólnego małżeństwa, a jej celem jest uniknięcie podziału ziemi rodzinnej. Istnieją dwie formy poligamii dwupokoleniowej:
- poliandria
- poliginia

Poliandria dwupokoleniowa może mieć miejsce w rodzinie, w której umarła matka, zanim syn zdążył się ożenić, jeżeli wdowiec ożeni się ponownie, przy czym ojciec i syn zaangażują się we współmałżeństwo z jedną kobietą, zamiast utworzenia dwóch spowinowaconych rodzin (osobnych małżeństw), co pozwala zachować niepodzieloną jednostkę ziemi. Analogicznie, o poliginii dwupokoleniowej mówi się, gdy kobieta nie posiadająca syna owdowieje i zawrze poliginiczny związek małżeński z udziałem córki, co również prowadzi do zachowania niepodzielonej jednostki ziemi.